# 1335
- Wikisource

| Calendário gregoriano                                                        | 1335 MCCCXXXV                                        |
| Ab urbe condita                                                              | 2088                                                 |
| Calendário arménio                                                           | 784 – 785                                            |
| Calendário bahá'í                                                            | -509 – -508                                          |
| Calendário budista                                                           | 1879                                                 |
| Calendário chinês                                                            | 4031 – 4032 Início a 25 de janeiro (aproximadamente) |
| Calendário copta                                                             | 1051 – 1052                                          |
| Calendário etíope                                                            | 1327 – 1328                                          |
| Calendários hindus - Vikram Samvat - Calendário nacional indiano - Cáli Iuga | 1390 – 1391 1256 – 1257 4435 – 4436                  |
| Calendário Holoceno                                                          | 11335                                                |
| Calendário islâmico                                                          | 735 – 736                                            |
| Calendário judaico                                                           | 5095 – 5096                                          |
| Calendário persa                                                             | 713 – 714                                            |
| Calendário rúnico                                                            | 1585                                                 |
| Calendário solar tailandês                                                   | 1878                                                 |

1335 (MCCCXXXV na numeração romana) foi um ano comum do século XIV do Calendário Juliano, da Era de Cristo, a sua letra dominical foi A (52 semanas), teve início a um domingo e terminou também a um domingo.
| Ano completo                    |
| ------------------------------- |
| Ano comum com início ao domingo |

## Eventos
- Extinção do Ilcanato com a morte de Abu-Said.

## Nascimentos
- João Gonçalves Amado, alcaide-mor do Castelo de Penedono, Portugal.